# 王海燕 (1962年)
王海燕（1962年9月—），女，籍贯河南南阳，生于陕西西安，中华人民共和国政治人物，中国共产党党员。曾任甘肃中医药大学党委书记、中共甘肃省委教育工委书记、甘肃省教育厅厅长。